# Celina Seghi
Celina Seghi, italijanska alpska smučarka, * 6. marec 1920, Abetone, Italija, † 27. julij 2022, Pistoia.
Nastopila je na olimpijskih igrah 1948 in 1952, kjer je skupno kar trikrat zasedla četrto mesto, v slalomu, smuku in kombinaciji. Na Svetovnem prvenstvu 1950 je osvojila bronasto medaljo v slalomu. Nastopila je tudi na nepriznanem Svetovnem prvenstvu 1941 ter osvojila zlato v slalomu in srebro v kombinaciji. 25-krat je osvojila naslov italijanske državne prvakinje, desetkrat v slalomu, po sedemkrat v smuku in kombinaciji ter enkrat v veleslalomu. Umrla je v 103. letu starosti.